# 他人事
| ウィキペディアには「他人事」という見出しの百科事典記事はありません（タイトルに「他人事」を含むページの一覧/「他人事」で始まるページの一覧）。 代わりにウィクショナリーのページ「他人事」が役に立つかもしれません。 |